# Битва при Карфагене (698)
Битва при Карфагене — сражение, произошедшее в 698 году между византийской экспедиционной армией и армией Арабского халифата. 

## Предыстория
Уступив Карфаген мусульманам, император Леонтий послал флот и войска под командой Тиверия (будущий византийский император Тиверий III). Они вошли в карфагенскую гавань и успешно захватили её, так же, как и город, ошеломляющей внезапной атакой. Арабские солдаты убежали к Кайруану. Христианское население Карфагена радостно приветствовало византийцев.
Отступив в Кайруан, арабский командующий Хасан ибн аль-Нуман начал разрабатывать план возвращения Карфагена. Он собрал новую армию в 40 000 солдат. В свою очередь византийцы стали просить о помощи своих традиционных союзников и даже врагов: вестготов и франков. Король вестготов Витица послал отряд в 500 воинов, чтобы помочь защитить Карфаген. Витица понимал, что со взятием Карфагена арабам откроется дорога на его собственную страну — вестготскую Испанию.

## Ход сражения
Хасан предложил византийцам сдаться или умереть. Тиверий, оскорблённый подобным предложением противника, также предложил арабам либо сдаться, либо погибнуть. Союзные войска не стали прятаться за стенами Карфагена. Они вышли из города и дали битву арабам у его стен. Но арабы превосходили противника в живой силе, поэтому вскоре одержали победу. Главнокомандующий армией союзников Тиверий бежал с поля боя, боясь попасть в плен. Без защитников Карфаген пал, а Тиверий с остатками своей армии успел уплыть к островам Корсика, Сицилия и острову Криту, чтобы далее продолжить сопротивляться мусульманским завоеваниям и ждать гнева своего императора.

## Результаты
Завоевание Северной Африки арабами было теперь почти закончено, и Хасан торжествовал. В 702 году вспыхнуло восстание среди берберов. Однако Хасан успешно его подавил в том же году.
Что касается Тиверия, то он вместо того, чтобы попытаться возвратить Африку, вскоре приплыл назад в Константинополь. После успешного восстания он воцарился на троне. Но спустя 7 лет был свергнут прежним императором Юстинианом II.